# Batalla de la carretera de Raate

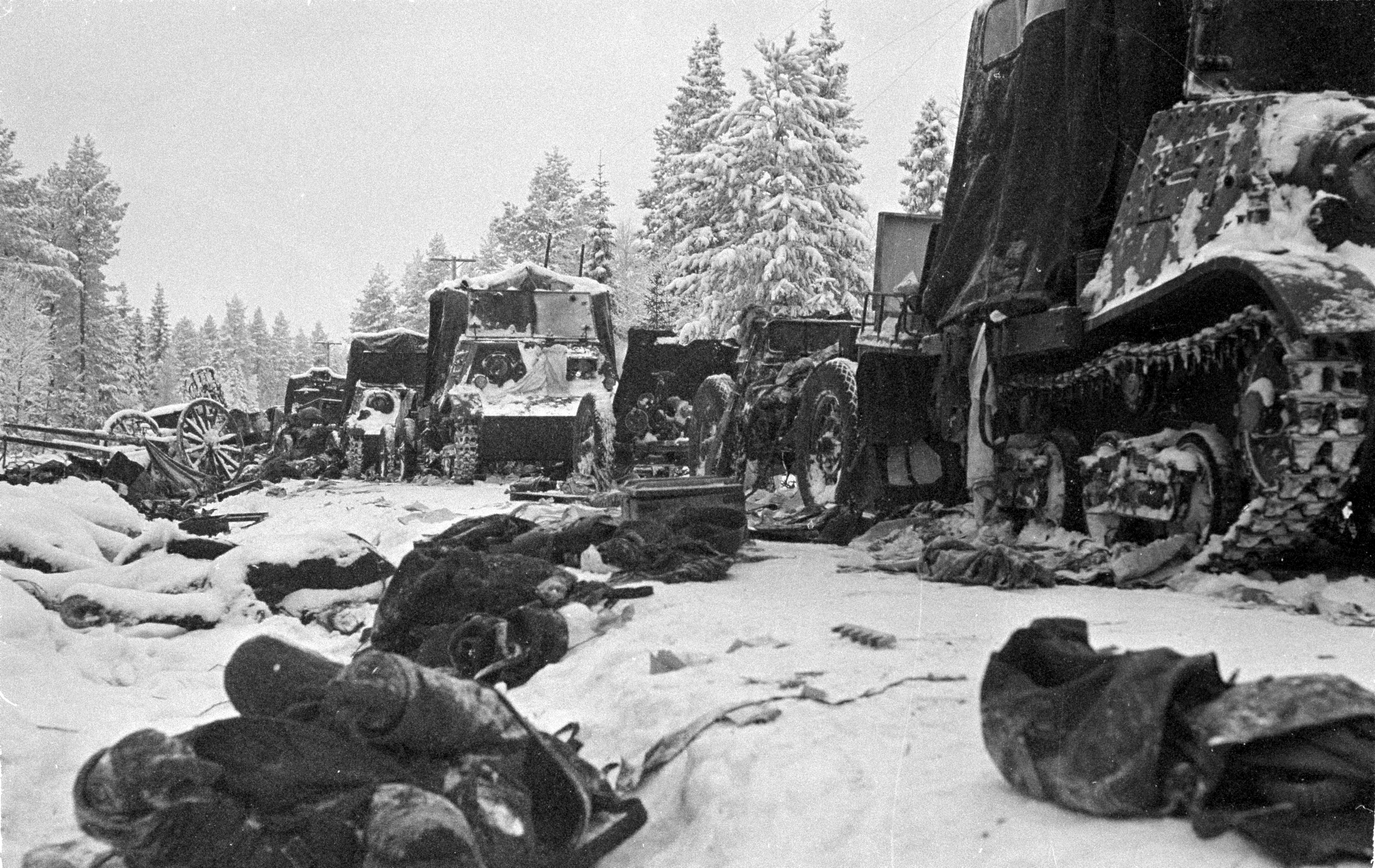
Equipamiento y soldados soviéticos caídos

La batalla de la Carretera de Raate (Raatteen tien taistelu en finés) fue un conflicto dentro del marco de la Guerra de Invierno entre Finlandia y la Unión Soviética como continuación de la Batalla de Suomussalmi.
El 7 de diciembre de 1939 la 163.º División de Fusileros se hizo con el control de Suomussalmi, pero quedó atrapada en territorio enemigo. La contienda se saldó con la derrota del Ejército Rojo.

## Trasfondo
El 11 de diciembre de 1939, durante la batalla, los finlandeses cortaron los dos accesos por el sur de la carretera de Raate por ambos accesos dejando sin suministros a la División Soviética 163 de Fusileros en la localidad de Suomussalmi, donde quedaron atrapados y sufrieron las mayores bajas. Dos días después harían lo mismo con el acceso norte, por lo que los soviéticos se vieron forzados a abrir una nueva ruta a través del lago Kiantajärvi.. La situación empeoró, y el 20 de diciembre, el Comandante Andrei Zelentsov pidió permiso para proceder a la retirada. En respuesta, desde el cuartel general del Ejército Rojo enviaron varios refuerzos para asistir al destacamento: parte de la 44.º División, el Primer Batallón del 305.º Regimiento de Fusileros y el Tercer Batallón del 662.º Regimiento de Fusileros. Sin embargo, el cuartel no tuvo en cuenta las preocupaciones de Zelentsov, y la 44.º División se desplazó por la carretera bloqueada. Posteriormente se unirían la 81.º División de Montaña, los cuales tuvieron un papel importante en la batalla.
La mayoría de historiadores militares dataron la batalla entre los días 1 al 7 de enero de 1940. Durante la Guerra de Invierno, la carretera fue un campo de batalla. Antes de batalla contra la 44.º División, los finlandeses defendieron sus posiciones frente a la 163.º. Más aún, algunas de las batallas tuvieron lugar en la parte oriental cerca de la frontera.

## Batalla

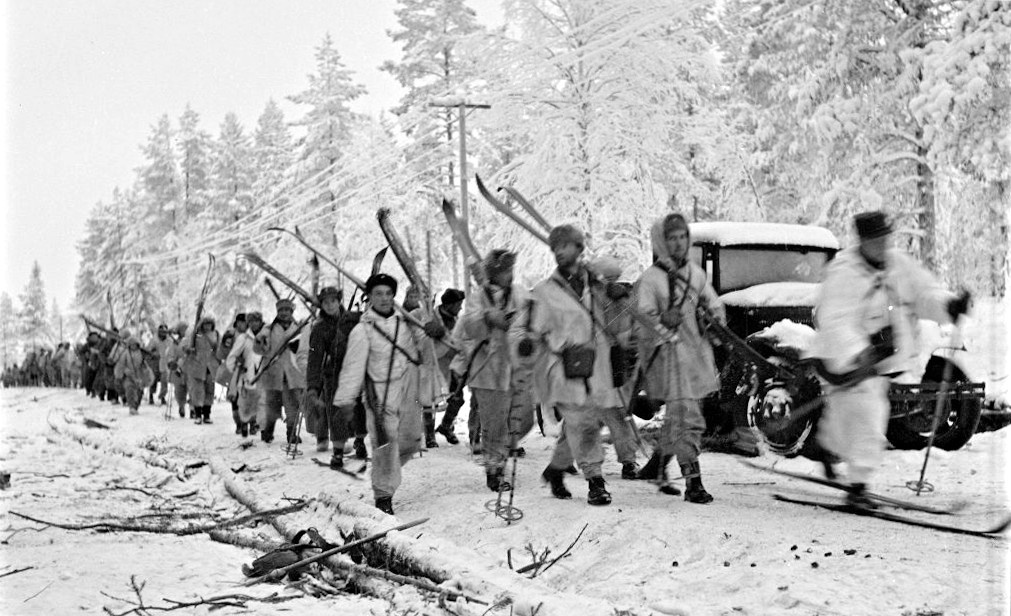
Tropas finlandesas por la carretera. Al lado, restos del equipamiento de la División 163

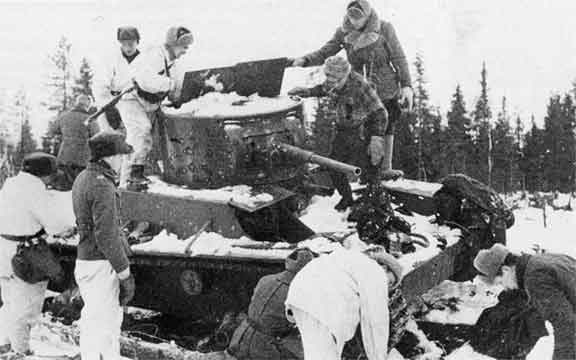
Soldados finlandeses sobre un tanque T-26 soviético

A comienzos de la batalla, la 9.º División de Siilasvuo destruyó a la 163.º División soviética. Posteriormente recibirían órdenes de proceder de la misma manera con la 44.º División, la cual, fue retenida en Haukila, a 12 km de Suomussalmi. La compañía finlandesa se dividió en cuatro escuadrones, cada una con el nombre de su respectivo comandante. La batalla decisiva tendría lugar el 5 de enero de 1940 a las 08:30 hora local.
Dos de los escuadrones: "Mandelin" y "Mäkiniemi" procedieron al ataque. Este último se desplazó hacia Haukila días antes de la fecha señalada. A la misma hora, el Tercer Regimiento fronterizo de la NKVD llegaría para asistir a sus compatriotas. A la mañana siguiente, las tropas finlandesas se mantuvieron firmes en sus posiciones y aseguraron la zona con minas en varios puntos en medio de las columnas enemigas. Los combates continuarían hasta el día siguiente a medida que los finlandeses trataban de dividir a las tropas soviéticas. Estos, por su parte intentaron atravesar las barricadas con la consecuente pérdida de varios tanques. Finalmente, a las 21:30 Alekséi Vinográdov ordenó a sus tropas retirarse hacía la frontera soviética.
Los soviéticos trataron de huir a la desesperada cruzando el norte del lago. Algunos de ellos perecerían congelados al no portar ropa adecuada ni disponer de otras provisiones. Otros tantos trataron de escapar por el este, pero fueron interceptados por el escuadrón "Kari". El único que no pudo asegurar su puesto, fue el "Fagernäs", los cuales se encontraban en un puente estratégico que recuperarían al día siguiente. La "operación de barrida" duró dos días más: los finlandeses consiguieron cercar a un centenar de soldados hambrientos y en estado de hipotermia. Otros cuales de la 44 se vieron obligados a retirarse por los bosques en dirección norte en grupos pequeños mientras eran perseguidos por los finlandeses. Finalmente cruzarían la frontera.
En esta batalla, el ejército finlandés se hizo con un importante surtido de material bélico.
| Estadísticas finlandesas   | Estadísticas soviéticas    |
| -------------------------- | -------------------------- |
| 4.822 rifles               | 4.340 rifles               |
| 106 ametralladoras         | 97 ametralladoras          |
| 190 ametralladoras ligeras | 252 ametralladoras ligeras |
| 71 piezas de artillería    | 55 piezas de artillería    |
| 29 armas antitanques       | 30 armas antitanques       |
| 14 fusiles antitanques     | 12 fusiles antitanques     |
| 43 tanques                 | 37 tanques                 |
| 10 automóviles blindados   | automóviles blindados      |
| 260 camiones               |                            |
| 20 tractores               |                            |
| 2 coches                   |                            |
| 1.170 caballos             |                            |

## Bajas

### Diferencia de cifras
Durante varios años los historiadores finlandeses estimaron la cifra de fallecidos por el bando soviético en 17.000 hombres. Tal aseveración estuvo basada en el interrogatorio de los prisioneros de guerra capturados a primeros de enero. Por otro lado, los oficiales del 27.º Regimiento de Fusileros soviético declararon haber sufrido un 70% de bajas, mientras que los finlandeses asumieron que la 44.º División estuvo formada por más de 20.000 hombres. Los historiadores occidentales coincidieron con sus homólogos escandinavos, sin embargo desde la Unión Soviética alegaron que solo habían fallecido 900 soldados, la mayor parte por congelación, frente a cerca de 2.000 finlandeses en el transcurso de la batalla. Más adelante, los finlandeses continuaron investigando la cifra de fallecidos del bando soviético, y según estudios más recientes, fallecieron entre 7000 y 9000.
Ante la llegada de la primavera, y con ello la subida de las temperaturas, los finlandeses procedieron a enterrar los cuerpos de los fallecidos para prevenir posibles riesgos de epidemia. Para localizar con mayor facilidad las tumbas, se procedió a señalar con una cruz en un mapa el área mientras que sobre el terreno se colocaron estacas. 
Posteriormente los soviéticos pidieron cruzar la frontera para recoger los cuerpos y darles sepultura en territorio soviético, sin embargo los finlandeses se negaron a dejarles pasar. No obstante, accedieron a entregarles 300 fallecidos en las cercanías de Raate. Aun así, con el inicio de la Guerra de Continuación (en el marco de la Segunda Guerra Mundial), los soviéticos perdieron el interés en recuperar a sus compatriotas fallecidos y volvieron a ocupar la carretera sin llevarse los cuerpos de vuelta. Durante varias décadas, la 445 División desapareció de la historiografía soviética.

### Investigación
De acuerdo con el historiador ruso Yuri Kilin, la Stavka organizó una comisión de investigación en enero de 1940  para investigar el número de bajas. La comisión reportó un total de 4674 hombres: 1001 fallecidos, 1430 heridos y 2243 desaparecidos. A inicios de año, la división estuvo formada por 13.962 hombres mientras que tras la final de la contienda quedaron 9.288. También hizo hincapié en la escasez de efectivos puesto que dos batallones del Regimiento 305 de Fusileros fueron ubicados en otras zonas. Kilin añadió que algunas tropas consiguieron regresar, por lo que la cifra de desaparecidos debería ser más baja. El homólogo ucraniano Oleh Bozhko reportó cifras similares puesto que se basó en las mismas fuentes.
En enero de 1940 la Stavka publicó el informe en el cual las estadísticas apuntaron a que la división había sufrido importantes pérdidas durante dos semanas, sin embargo, no mencionaron las bajas padecidas en Raate a manos de otras unidades.

## Consecuencias
Tiempo después se producirían algunas escaramuzas de menor importancia.

### Reacción soviética
El Comandante Vinográdov junto con dos de sus oficiales en jefe: Volkov y Pajomov optaron por retirarse mientras tenían lugar las batallas más cruciales. Según la Stavka, este acto supuso un impacto fatal en la moral. Cuatro días después fueron juzgados ante una corte marcial, donde fueron declarados culpables y posteriormente condenados a muerte.
Las ejecuciones tuvieron lugar de inmediato. La Stavka tomó la decisión de mantener a la 44.º División en la carretera tras la pérdida de Suomussalmi por parte de la 163.

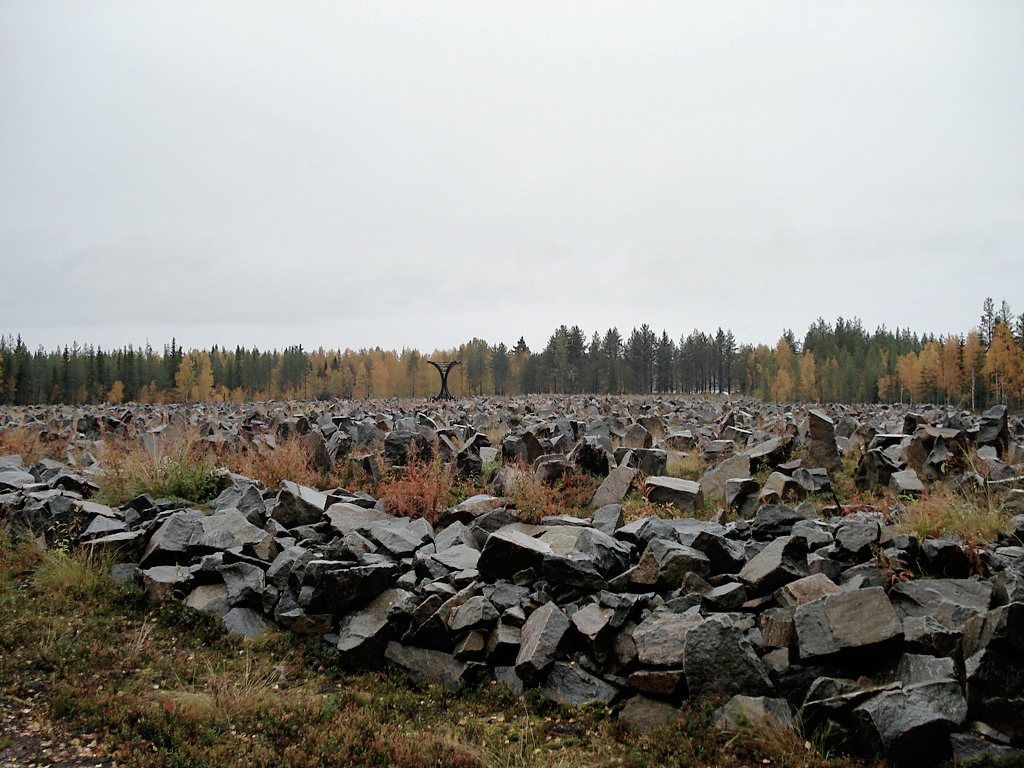
Memorial a los caídos en la Guerra de Invierno

En 1991, quien fuera veterano en la contienda, Sargento Piotr Andrevich Morozov fue entrevistado por el escritor finlandés Leo Karttimo. Según su declaración, los finlandeses devolvieron a los prisioneros de guerra a territorio soviético, sin embargo ninguno de ellos regresaría jamás a sus respectivos hogares, puesto que la NKVD procedería a ejecutarlos a todos en verano de 1940.

### Monumentos
A día de hoy el antiguo campo de batalla es el lugar donde se encuentra el Monumento de la Guerra de Invierno en memoria de los caídos por ambos lados. El memorial incluye una vasta extensión de piedras como símbolo de los soldados soviéticos fallecidos.
En septiembre de 1994 los rusos erigieron un monumento, y cuatro años después en primavera, los ucranianos.